# 270984 Dikschmidt
270984 Dikschmidt è un asteroide della fascia principale interna. Scoperto nel 2002, presenta un'orbita caratterizzata da un semiasse maggiore pari a 2,398191 UA e da un'eccentricità di 0,182669, inclinata di 2,431980° rispetto all'eclittica.
Fa parte della famiglia di asteroidi Nisa.